# Hypsioma aristonia
Hypsioma aristonia là một loài bọ cánh cứng trong họ Cerambycidae.